# Why Do the Heathen Rage?
Why Do the Heathen Rage? és el tercer àlbum del grup The Soft Pink Truth. El gènere musical al qual pertanyen les cançons és la música electrònica. Consisteix en versions subversives de cançons black metal. Fou publicat el 2014 per la discogràfica Thrill Jockey.
Daniel, el músic responsable de The Soft Pink Truth, reuní músics de l'escena de rock independent i del heavy metal per a fer versions de cançons del gènere del black metal, resultant en aquest àlbum. La idea li vingué mentre estava fent una versió de E.S.P., una cançó de The Buzzcocks. La motivació de la creació d'aquestes versions fou el xoc entre ser un seguidor de la música black metal i ser homosexual a causa de la homofòbia que hi ha a l'àmbit del black metal.
Rebé crítiques positives per part dels crítics de Spin, The Guardian, Motherboard i AllMusic.
L'art de la coberta del disc està fet per Mavado Charon.

## Llista de cançons
- 1. Invocation for Strength (original de Sargeist)[1]
- 2. Black Metal (original de Venom)[1]
- 3. Sadomatic Rites (original de Beherit)[8]
- 4. Ready to Fuck (original de Sarcófago)[1]
- 5. Satanic Black Devotion
- 6. Beholding the Throne of Might
- 7. Let There Be Ebola Frost (original d'AN)[1]
- 8. Buried by Time and Dust (original de Mayhem)[1]
- 9. Maniac
- 10. Grim and Frostbitten Gay Bar[3] (original del grup Impaled Northern Moonforest)[1]

A la primera cançó Antony Hegarty i Daniel lligen un fragment del text Witchcraft and the Gay Counterculture (d'Arthur Evans, 1978).
El guitarrista Owen Gaertner i el vocalista Terrence Hannum participaren en la cinquena cançó. La vocalista Jenn Wasner, en la sèptima i la quarta. També participà Anthony Hegarty com a vocalista.